# Vallée du Bandama
Vallée du Bandama är ett distrikt, till 2011 en region, i Elfenbenskusten. Det ligger i den centrala delen av landet, 170 km norr om huvudstaden Yamoussoukro. Antalet invånare var 1 964 929 vid folkräkningen 2021. Arean är 28 200 kvadratkilometer. Vallée du Bandama gränsar till Savanes, Zanzan, Lacs, Sassandra-Marahoué och Woroba.
Vallée du Bandama delas in i regionerna:
- Gbêkê
- Hambol